# Фридрих III фон Лейнинген
Фридрих III (нем. Friedrich III. von Leiningen; ум. в 1287) — граф Лейнингена и Дагсбурга.

## Биография
Сын Фридриха II фон Лейнингена и его первой жены Агнессы фон Эберштайн (существует вероятность, что он был сыном от второй жены — Агнессы фон Цоллерн, в таком случае родился не ранее 1216 года).
После смерти старшего брата — Оттона (1235) предъявил права на лотарингское графство Дагсбург, доставшееся тому от жены. Сначала епископ Страсбурга Бертольд отказался утвердить его в этом владении, но после вмешательства императора Фридриха II уступил (июнь 1239) Дагсбург «consanguineum nostrum et vasallum Fridericum comitem de Liningen» (родственнику нашему и вассалу Фридриху, графу Лейнингена). При этом характер родства епископа с Лейнингенами не выяснен.
В 1237 г. умер Фридрих II фон Лейнинген, и его сыновья при посредничестве их дяди епископа Шпейера Конрада V фон Эберштайна разделили наследство, и младший, Эмих IV (ум. 1276/79), получил Ландек.
В 1242 г. Фридрих III получил в лен от кёльнского архиепископа фогство Гунтерсблум.

## Брак и дети
Он был женат на графине Адельгейде фон Кибург, дочери Вернера фон Кибурга и Аликс (Берты) Лотарингской, родственнице короля Рудольфа I Габсбурга, внучке герцога Лотарингии Ферри II. Сын:
- Фридрих IV, граф Лейнинген-Дагсбурга.